# Nordische Junioren-Skiweltmeisterschaften 1996
Die 19. Nordischen Junioren-Skiweltmeisterschaften 1996 fanden vom 29. Januar bis zum 4. Februar 1996 im italienischen Asiago statt. Damit war Italien 1987 (ebenfalls in Asiago) zum zweiten Mal Ausrichter dieses wichtigsten Nachwuchswettbewerbes im nordischen Skisport.
Erfolgreichste Nation der Wettkämpfe war Russland mit drei Goldmedaillen, und einer Bronzemedaille, die jeweils in den Langlaufwettbewerben gewonnen wurden, vor der deutschen Mannschaft mit zwei Gold- und einer Silbermedaille. Auf Rang drei des Medaillenspiegels landete Finnland, das je eine Gold- und Silbermedaille sowie dreimal Bronze gewann und mit insgesamt fünf Medaillen das meiste Edelmetall sammeln konnte. Erfolgreichste Sportler waren die russische Langläuferin Julija Tschepalowa und der deutsche Skispringer Michael Uhrmann mit jeweils zwei Goldmedaillen.

## Wettkampfstätten
Die Skisprungwettbewerbe und das Springen der Nordischen Kombination wurden auf dem Trampolino del Pakstall im nahegelegenen Gallio ausgetragen. Die Langlaufwettbewerbe der Spezialisten und Kombinierer fanden auf den Loipen der Umgebung von Asiago statt.

## Skilanglauf Junioren

### 10 km klassisch
| Platz | Sportler            | Land        | Zeit (min) |
| ----- | ------------------- | ----------- | ---------- |
| 1     | Per Elofsson        | Schweden    | 27:42,8    |
| 2     | Martin Bajčičák     | Slowakei    | 27:46,3    |
| 3     | Bruno Carrara       | Italien     | 28:04,9    |
| 4     | Michail Iwanow      | Russland    | 28:12,8    |
| 5     | Fabio Santus        | Italien     | 28:14,8    |
| 6     | Niklas Jakobsson    | Schweden    | 28:23,4    |
| 7     | Jens Arne Svartedal | Norwegen    | 28:26,5    |
| 8     | Juhani Vallin       | Finnland    | 28:28,2    |
| 9     | Markus Vuorenmaa    | Finnland    | 28:37,9    |
| 10    | Mikalaj Semenjako   | Belarus     | 28:41,3    |
| 12    | Christian Stolz     | Schweiz     | 28:45,2    |
| 15    | Martin Schlosser    | Deutschland | 28:54,7    |
| 16    | Thorsten Schreier   | Deutschland | 28:58,4    |
| 18    | Tobias Angerer      | Deutschland | 28:59,9    |
| 19    | Jörn Frohs          | Deutschland | 29:01,2    |
| 20    | Daniel Mesotitsch   | Österreich  | 29:02,6    |
| 34    | Christoph Sumann    | Österreich  | 29:38,6    |
| 35    | Dominik Berchtold   | Schweiz     | 29:39,4    |
| 40    | Christian Flury     | Schweiz     | 29:48,7    |
| 42    | Gion-Andrea Bundi   | Schweiz     | 29:51,2    |
| 45    | Marc Mayer          | Österreich  | 29:55,1    |
| 58    | Martin Tauber       | Österreich  | 30:30,3    |

Datum: 31. Januar 1996

Es waren 99 Läufer am Start.

### 30 km klassisch
| Platz | Sportler          | Land        | Zeit (std) |
| ----- | ----------------- | ----------- | ---------- |
| 1     | Fabio Santus      | Italien     | 1:33:18,9  |
| 2     | Per Elofsson      | Schweden    | 1:36:46,2  |
| 3     | Martin Bajčičák   | Slowakei    | 1:37:05,2  |
| 4     | Jiří Magál        | Tschechien  | 1:37:24,5  |
| 5     | Cristiano Saracco | Italien     | 1:37:34,9  |
| 6     | Anatoli Tobumakow | Russland    | 1:37:37,4  |
| 7     | Christoph Sumann  | Österreich  | 1:38:08,3  |
| 8     | Christian Stolz   | Schweiz     | 1:38:23,4  |
| 9     | Martin Tauber     | Österreich  | 1:39:00,2  |
| 10    | Markus Vuorenmaa  | Finnland    | 1:39:02,4  |
| 38    | Gion-Andrea Bundi | Schweiz     | 1:42:43,0  |
| 52    | Daniel Mesotitsch | Österreich  | 1:45:16,6  |
| 55    | Christian Flury   | Schweiz     | 1:45:39,1  |
| 56    | Thomas Fassinger  | Deutschland | 1:45:42,5  |
| 65    | Gabriel Huber     | Schweiz     | 1:47:22,3  |
| 69    | Martin Schlosser  | Deutschland | 1:47:59,2  |
| 72    | Thorsten Schreier | Deutschland | 1:48:08,6  |

Datum: 4. Februar 1996

Es waren 95 Läufer am Start.

### 4 × 10 km Staffel
| Platz | Sportler                                                          | Land        | Zeit (std) |
| ----- | ----------------------------------------------------------------- | ----------- | ---------- |
| 1     | Witali Denissow Michail Iwanow Wiktor Schutkin Wladimir Wilissow  | Russland    | 1:50:39,4  |
| 2     | Mirko Penasa Bruno Carrara Cristian Saracco Fabio Santus          | Italien     | 1:51:13,6  |
| 3     | Niklas Jacobsson Stefan Dahlsten Tobias Langberg Per Elofsson     | Schweden    | 1:52:19,3  |
| 4     | Thorsten Schreier Jörn Frohs Tobias Angerer Thomas Fassinger      | Deutschland | 1:52:30,9  |
| 5     | Juhani Vallin Markus Vuorenmaa Mirko Hyvarinen Sauli Takkinen     | Finnland    | 1:52:40,2  |
| 10    | Dominik Berchtold Gabriel Huber Gion-Andrea Bundi Christian Stolz | Schweiz     | 1:56:02,8  |
| 13    | Daniel Mesotitsch Marc Mayer Christoph Sumann Thomas Stöggl       | Österreich  | 1:56:59,3  |

Datum: 2. Februar 1996

Es waren 21 Teams am Start.

## Skilanglauf Juniorinnen

### 5 km klassisch
| Platz | Sportler              | Land        | Zeit (min) |
| ----- | --------------------- | ----------- | ---------- |
| 1     | Maija Puukilainen     | Finnland    | 15:01,8    |
| 2     | Kristina Šmigun       | Estland     | 15:24,2    |
| 3     | Julija Tschepalowa    | Russland    | 15:25,7    |
| 4     | Marit Roaldseth       | Norwegen    | 15:28,8    |
| 5     | Ramona Roth           | Deutschland | 15:33,5    |
| 6     | Elina Pienimäki       | Finnland    | 15:40,6    |
| 7     | Hilde Glomsås         | Norwegen    | 15:46,4    |
| 8     | Mari Rauhala          | Finnland    | 15:50,3    |
| 9     | Isabell Klaus         | Deutschland | 15:54,3    |
| 10    | Anna Dahlberg         | Schweden    | 15:55,8    |
| 25    | Kati Wilhelm          | Deutschland | 16:24,3    |
| 27    | Andrea Senteler       | Schweiz     | 16:30,5    |
| 30    | Ursina Rauch          | Schweiz     | 16:36,1    |
| 32    | Franziska Unternährer | Schweiz     | 16:37,8    |
| 35    | Sigrid Lang           | Deutschland | 16:38,3    |
| 48    | Laurence Rochat       | Schweiz     | 17:07,6    |

Datum: 31. Januar 1996

Es waren 85 Läuferinnen am Start.

### 15 km klassisch
| Platz | Sportler           | Land        | Zeit (min) |
| ----- | ------------------ | ----------- | ---------- |
| 1     | Julija Tschepalowa | Russland    | 43:52,9    |
| 2     | Kristina Šmigun    | Estland     | 45:23,6    |
| 3     | Sanna Virtanen     | Finnland    | 46:05,4    |
| 4     | Jelena Buruchina   | Russland    | 46:11,2    |
| 5     | Kateřina Hanusova  | Tschechien  | 46:16,4    |
| 6     | Ramona Roth        | Deutschland | 46:17,4    |
| 7     | Lena Erhard        | Deutschland | 46:36,7    |
| 8     | Amanda Fortier     | Kanada      | 46:41,3    |
| 9     | Sofia Domeij       | Schweden    | 46:52,9    |
| 9     | Sigrid Lang        | Deutschland | 46:52,9    |
| 11    | Isabell Klaus      | Deutschland | 47:00,2    |
| 19    | Andrea Senteler    | Schweiz     | 47:46,6    |
| 37    | Ursina Rauch       | Schweiz     | 49:22,0    |
| 60    | Cornelia Porrini   | Schweiz     | 52:07,8    |

Datum: 4. Februar 1996

Es waren 87 Läuferinnen am Start.

### 4 × 5 km Staffel
| Platz | Sportler                                                            | Land        | Zeit (std) |
| ----- | ------------------------------------------------------------------- | ----------- | ---------- |
| 1     | Marina Lajskaja Olga Schebolkina Jelena Arbutowa Julija Tschepalowa | Russland    | 1:01:49,8  |
| 2     | Ramona Roth Isabel Klaus Sigrid Lang Lena Erhard                    | Deutschland | 1:02:33,9  |
| 3     | Elina Pienimäki Maija Puukilainen Salla Juntunen Sanna Virtanen     | Finnland    | 1:02:56,4  |
| 4     | Marcela Kubistova Zuzana Kocumová Lucie Hanusova Kateřina Hanusova  | Tschechien  | 1:03:02,9  |
| 5     | Hilde Glomsås Marit Roaldseth Mette Dohlen Ingerid Stenvold         | Norwegen    | 1:03:04,0  |
| 6     | Franziska Unternährer Ursina Rauch Nathalie Kessler Andrea Senteler | Schweiz     | 1:03:49,6  |

Datum: 2. Februar 1996

Es waren 19 Teams am Start.

## Nordische Kombination Junioren

### Gundersen (Normalschanze K 90/10 km)
| Platz | Sportler        | Land               |
| ----- | --------------- | ------------------ |
| 1     | Todd Lodwick    | Vereinigte Staaten |
| 2     | Hannu Manninen  | Finnland           |
| 3     | Felix Gottwald  | Österreich         |
| 4     | Kristian Hammer | Norwegen           |
| 5     | Christoph Eugen | Österreich         |
| 6     | Nicolas Bal     | Frankreich         |
| 7     | Ladislav Rygl   | Tschechien         |
| 8     | Roman Perko     | Slowenien          |
| 9     | Mario Stecher   | Österreich         |
| 10    | Sverre Rotevatn | Norwegen           |

Datum: 1. Februar 1996

### Mannschaft (Normalschanze K90/3 × 5 km)
| Platz | Sportler                                             | Land       |
| ----- | ---------------------------------------------------- | ---------- |
| 1     | Sverre Rotevatn Preben Fjære Brynemo Kristian Hammer | Norwegen   |
| 2     | Ludovic Roux Jean-Marc Mougel Nicolas Bal            | Frankreich |
| 3     | Igor Cuznar Rolando Kaligaro Roman Perko             | Slowenien  |

Datum: 3. Februar 1996

## Skispringen Junioren

### Normalschanze
| Platz | Sportler            | Land | Weite 1 | Weite 2 | Punkte |
| ----- | ------------------- | ---- | ------- | ------- | ------ |
| 1     | Michael Uhrmann     | GER  | 103,0 m | 102,0 m | 266,5  |
| 2     | Primož Peterka      | SLO  | 103,5 m | 098,5 m | 258,5  |
| 3     | Andreas Küttel      | SUI  | 096,0 m | 098,5 m | 245,0  |
| 4     | Michael Kury        | AUT  | 096,0 m | 097,5 m | 240,5  |
| 5     | Lars Egil Gran      | NOR  | 097,0 m | 094,5 m | 234,0  |
| 6     | Alexander Herr      | GER  | 094,5 m | 096,5 m | 231,5  |
| 7     | Kai Bracht          | GER  | 095,0 m | 093,5 m | 230,0  |
| 8     | Jan Balcar          | CZE  | 096,0 m | 089,5 m | 220,5  |
| 9     | Jakub Sucháček      | CZE  | 091,0 m | 093,0 m | 217,5  |
| 10    | Karl-Heinz Dorner   | AUT  | 090,5 m | 093,0 m | 216,0  |
| …     |                     |      |         |         |        |
| 13    | Frank Reichel       | GER  | 088,5 m | 092,0 m | 210,5  |
| 16    | Martin Zimmermann   | AUT  | 088,0 m | 089,5 m | 203,0  |
| 17    | Markus Eigentler    | AUT  | 088,0 m | 088,5 m | 202,5  |
| 38    | Rico Parpan         | SUI  | 087,5 m | 078,5 m | 171,0  |
| 57    | Marc Vogel          | SUI  | 078,0 m | 080,5 m | 154,0  |
| 61    | Christian Kryenbühl | SUI  | 083,5 m | 080,5 m | 142,0  |

Datum: 30. Januar 1996

### Mannschaftsspringen Normalschanze
| Platz | Sportler                                                          | Land | Weite 1                     | Weite 2                     | Punkte |
| ----- | ----------------------------------------------------------------- | ---- | --------------------------- | --------------------------- | ------ |
| 1     | Frank Reichel Kai Bracht Michael Uhrmann Alexander Herr           | GER  | 87,0 m 88,5 m 92,0 m 90,0 m | 90,5 m 92,0 m 98,0 m 92,5 m | 861,5  |
| 2     | Michael Kury Markus Eigentler Martin Zimmermann Karl-Heinz Dorner | AUT  | 91,5 m 87,5 m 86,5 m 92,0 m | 97,5 m 92,5 m 88,5 m 93,0 m | 860,0  |
| 3     | Matija Stegnar Jaka Grosar Peter Žonta Primož Peterka             | SLO  | 88,0 m 90,0 m 85,0 m 92,0 m | 87,5 m 93,5 m 95,5 m 97,5 m | 846,0  |
| …     |                                                                   |      |                             |                             |        |
| 6     | Christian Kryenbühl Marc Vogel Rico Parpan Andreas Küttel         | SUI  | 78,0 m 83,0 m 80,5 m 91,0 m | 84,5 m 84,0 m 85,0 m 94,0 m | 743,5  |

Datum: 1. Februar 1996

## Nationenwertung
| Platz | Land               | Gold | Silber | Bronze | Gesamt |
| ----- | ------------------ | ---- | ------ | ------ | ------ |
| 1     | Russland           | 3    | 0      | 1      | 4      |
| 2     | Deutschland        | 2    | 1      | 0      | 3      |
| 3     | Finnland           | 1    | 1      | 3      | 5      |
| 4     | Schweden           | 1    | 1      | 1      | 3      |
| 5     | Italien            | 1    | 1      | 0      | 2      |
| 6     | Vereinigte Staaten | 1    | 0      | 0      | 1      |
| 6     | Norwegen           | 1    | 0      | 0      | 1      |
| 8     | Estland            | 0    | 2      | 0      | 2      |
| 9     | Slowenien          | 0    | 1      | 2      | 3      |
| 10    | Österreich         | 0    | 1      | 1      | 2      |
| 10    | Slowakei           | 0    | 1      | 1      | 1      |
| 12    | Frankreich         | 0    | 1      | 0      | 1      |
| 13    | Schweiz            | 0    | 0      | 1      | 1      |